# Luppy
Luppy est une commune française située dans le département de la Moselle, en région Grand Est.

## Géographie

### Communes limitrophes
| Beux           |          | Rémilly |
| Buchy Solgne   | Luppy    | Béchy   |
| Sailly-Achâtel | Moncheux | Tragny  |

### Hydrographie
La commune est située dans le bassin versant du Rhin au sein du bassin Rhin-Meuse. Elle est drainée par le ruisseau d'Aube, le ruisseau de Dain, le ruisseau de Luppy, le ruisseau de l'Étang du Moulin et le ruisseau du Grand Etang de Luppy.

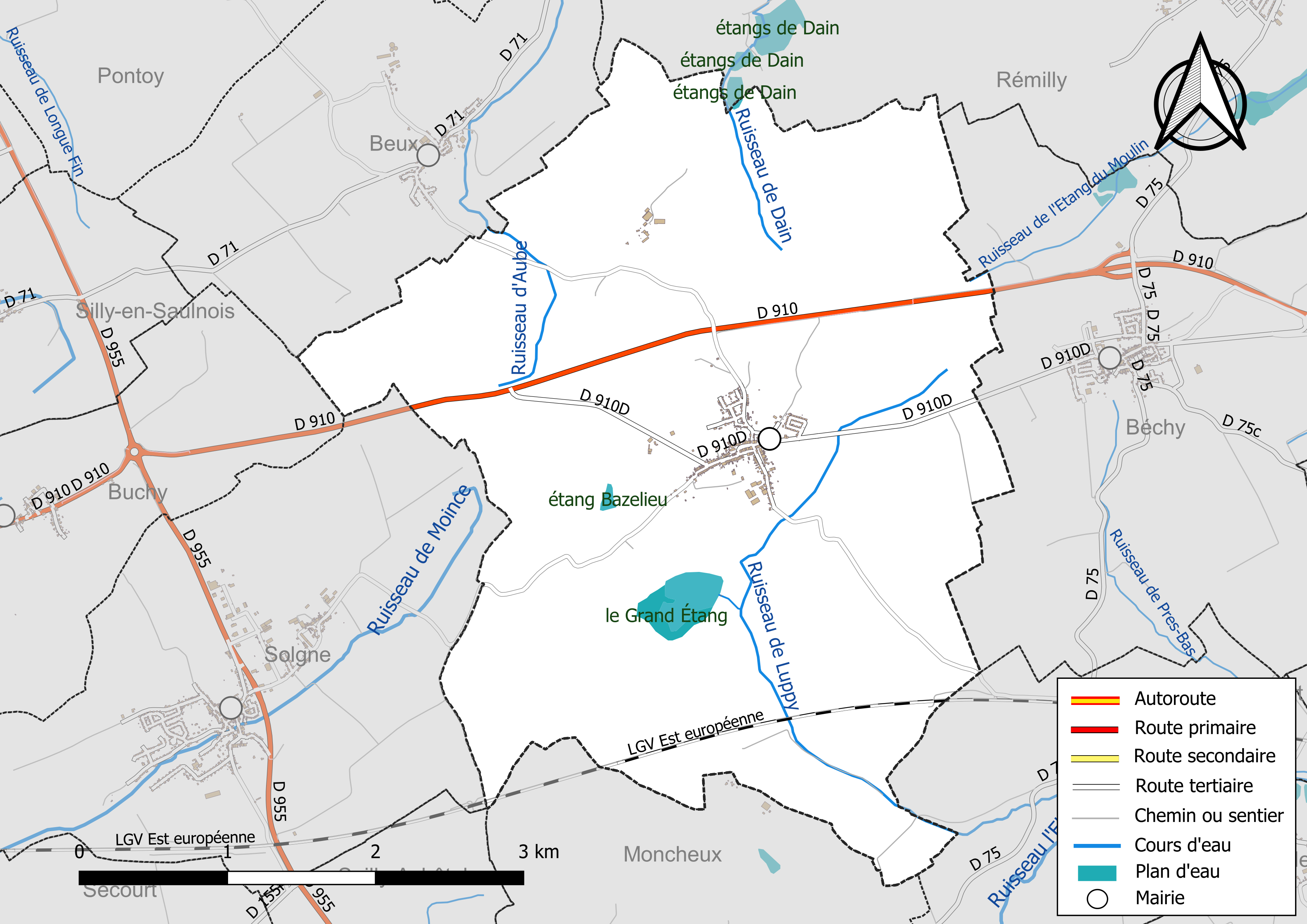
Réseaux hydrographique et routier de Luppy.

### Climat
Pour des articles plus généraux, voir Climat du Grand Est et Climat de la Moselle.
En 2010, le climat de la commune est de type climat des marges montargnardes, selon une étude du Centre national de la recherche scientifique s'appuyant sur une série de données couvrant la période 1971-2000. En 2020, Météo-France publie une typologie des climats de la France métropolitaine dans laquelle la commune est exposée à un climat semi-continental et est dans la région climatique  Lorraine, plateau de Langres, Morvan, caractérisée par un hiver rude (1,5 °C), des vents modérés et des brouillards fréquents en automne et hiver. 
Pour la période 1971-2000, la température annuelle moyenne est de 9,6 °C, avec une amplitude thermique annuelle de 16,8 °C. Le cumul annuel moyen de précipitations est de 794 mm, avec 11,9 jours de précipitations en janvier et 9,3 jours en juillet. Pour la période 1991-2020, la température moyenne annuelle observée sur la station météorologique de Météo-France la plus proche, « M.n.l. », sur la commune de Goin à 9 km à vol d'oiseau, est de 10,7 °C et le cumul annuel moyen de précipitations est de 678,8 mm. 
La température maximale relevée sur cette station est de 39,5 °C, atteinte le 24 juillet 2019 ; la température minimale est de −16,3 °C, atteinte le 2 janvier 1997,,. 
Les paramètres climatiques de la commune ont été estimés pour le milieu du siècle (2041-2070) selon différents scénarios d'émission de gaz à effet de serre à partir des nouvelles projections climatiques de référence DRIAS-2020. Ils sont consultables sur un site dédié publié par Météo-France en novembre 2022.

## Urbanisme

### Typologie
Au 1er janvier 2024, Luppy est catégorisée commune rurale à habitat dispersé, selon la nouvelle grille communale de densité à sept niveaux définie par l'Insee en 2022.
Elle est située hors unité urbaine. Par ailleurs la commune fait partie de l'aire d'attraction de Metz, dont elle est une commune de la couronne,. Cette aire, qui regroupe 245 communes, est catégorisée dans les aires de 200 000 à moins de 700 000 habitants,.

### Occupation des sols
L'occupation des sols de la commune, telle qu'elle ressort de la base de données européenne d’occupation biophysique des sols Corine Land Cover (CLC), est marquée par l'importance des territoires agricoles (67,8 % en 2018), une proportion sensiblement équivalente à celle de 1990 (67,3 %). La répartition détaillée en 2018 est la suivante : 
terres arables (57,4 %), forêts (30,4 %), prairies (10,4 %), zones urbanisées (1,7 %). L'évolution de l’occupation des sols de la commune et de ses infrastructures peut être observée sur les différentes représentations cartographiques du territoire : la carte de Cassini (XVIIIe siècle), la carte d'état-major (1820-1866) et les cartes ou photos aériennes de l'IGN pour la période actuelle (1950 à aujourd'hui).

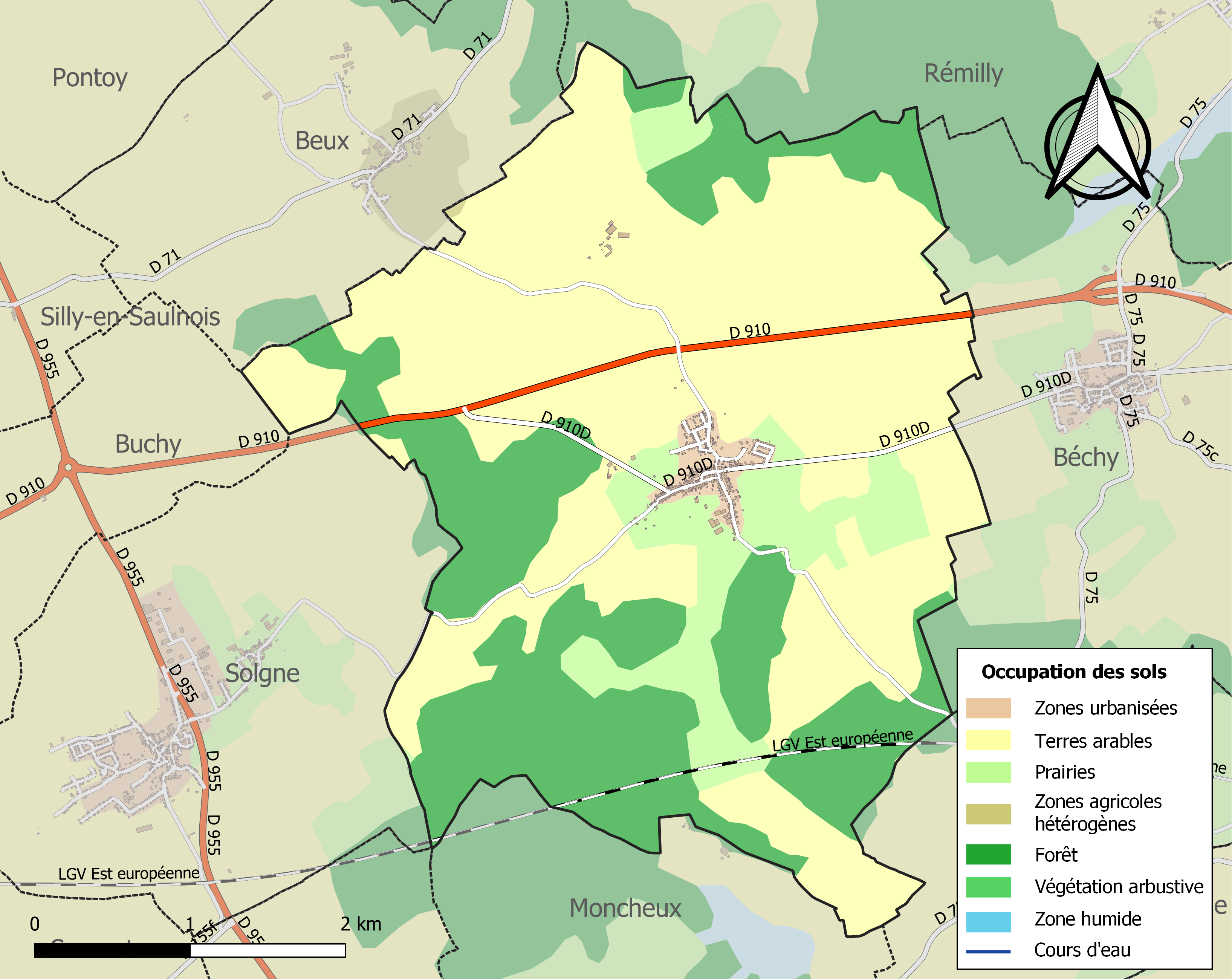
Carte des infrastructures et de l'occupation des sols de la commune en 2018 (CLC).
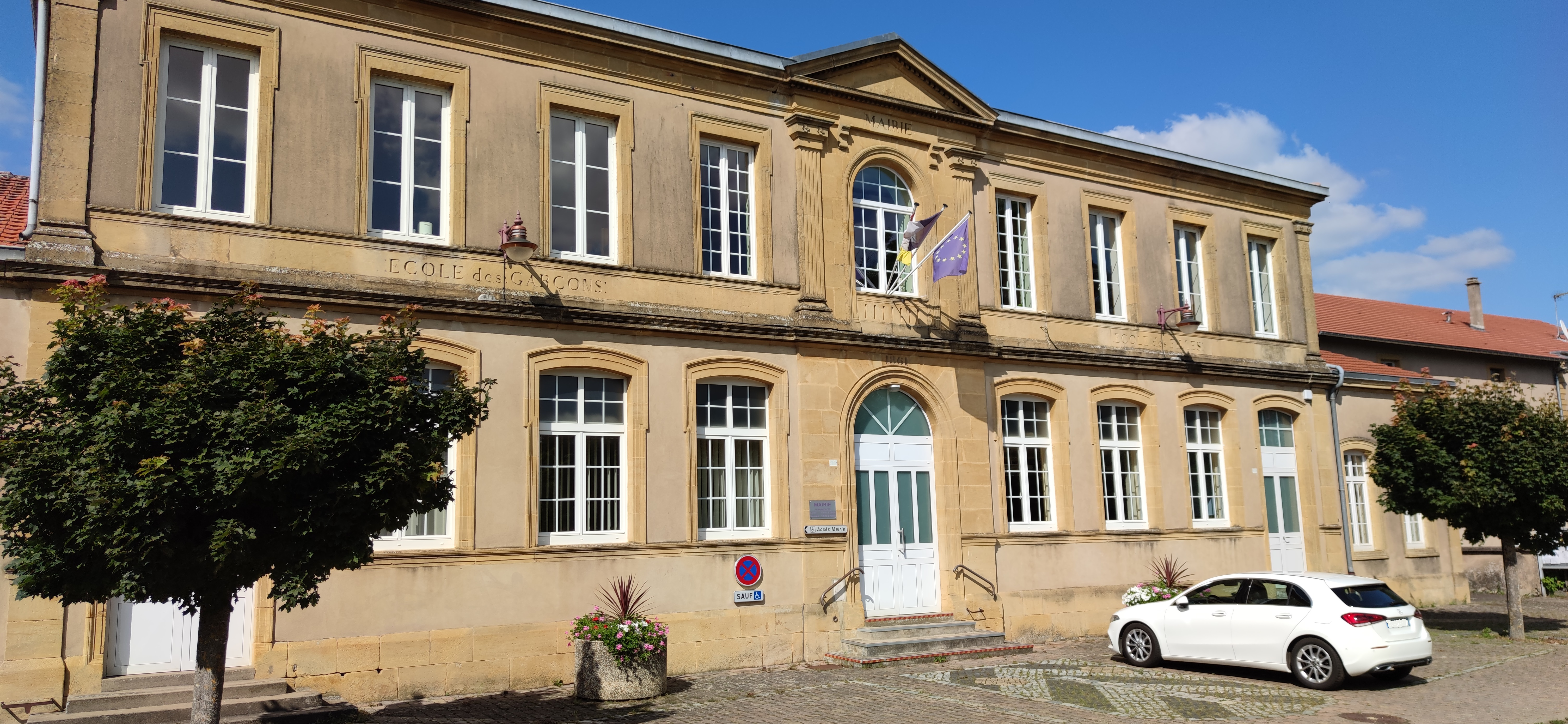
Mairie école de Luppy

## Toponymie
- Lupeyum (1137), Luppei (1320), Loppey (XVe siècle), Luppey (1404), Loppei (1412), Luppy on Saulnoy (1437), Luppy le Chaitel (1491), Lupey (1491), Luppei delez Delme (1497), Luppeyo/Lupi (1544), Luppi (1756), Lupy (1756), Luppingen (1915–1918 et 1940–1944).

## Histoire
- Dépendait de l'ancien Pays messin (Saulnois, bailliage de Metz).
- Ancienne possession du chapitre cathédrale de Metz.
- La charpente de la toiture de la cathédrale a été construite avec le bois de la commune.

## Politique et administration
| Période                                  | Période   | Identité         | Étiquette | Qualité |
| ---------------------------------------- | --------- | ---------------- | --------- | ------- |
| an VIII                                  | an XI     | Michel Virion    |           |         |
| an XI                                    | an XII    | Dominique Bronne |           |         |
| an XII                                   | 1807      | ? Noirjean       |           |         |
| 1807                                     |           | François Morhain |           |         |
| mars 1989                                | mars 1995 | Jean Nowicki     |           |         |
| mars 1995                                | En cours  | Hervé Belloy     | DVD       |         |
| Les données manquantes sont à compléter. |           |                  |           |         |

## Démographie

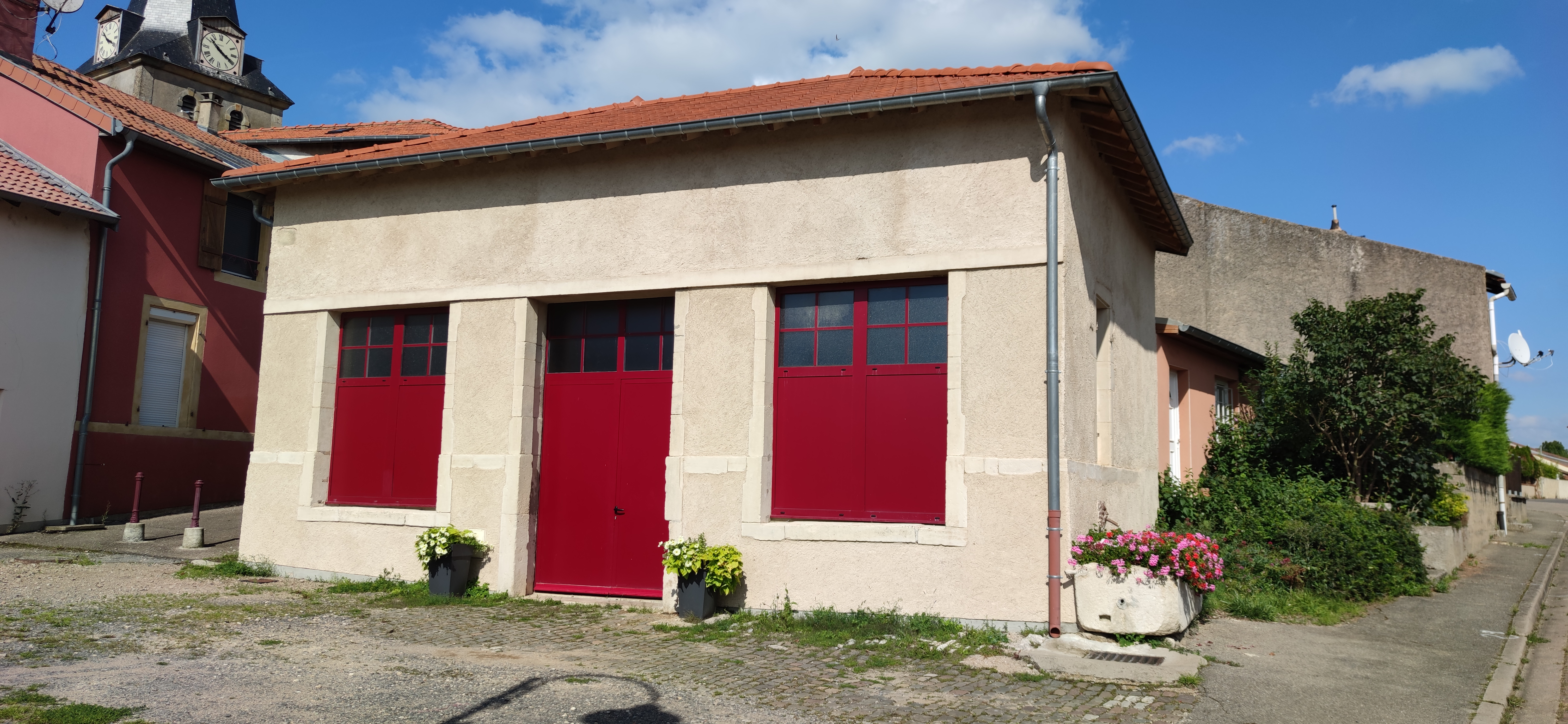
Lavoir rue principale

L'évolution du nombre d'habitants est connue à travers les recensements de la population effectués dans la commune depuis 1793. Pour les communes de moins de 10 000 habitants, une enquête de recensement portant sur toute la population est réalisée tous les cinq ans, les populations de référence des années intermédiaires étant quant à elles estimées par interpolation ou extrapolation. Pour la commune, le premier recensement exhaustif entrant dans le cadre du nouveau dispositif a été réalisé en 2007.

En 2022, la commune comptait 588 habitants, en évolution de +3,34 % par rapport à 2016 (Moselle : +0,52 %, France hors Mayotte : +2,11 %).
| 1793 | 1800 | 1806 | 1821 | 1836 | 1841 | 1861 | 1866 | 1871 |
| ---- | ---- | ---- | ---- | ---- | ---- | ---- | ---- | ---- |
| 715  | 757  | 844  | 827  | 854  | 823  | 837  | 814  | 730  |

| 1875 | 1880 | 1885 | 1890 | 1895 | 1900 | 1905 | 1910 | 1921 |
| ---- | ---- | ---- | ---- | ---- | ---- | ---- | ---- | ---- |
| 718  | 731  | 697  | 653  | 601  | 561  | 528  | 504  | 172  |

| 1926 | 1931 | 1936 | 1946 | 1954 | 1962 | 1968 | 1975 | 1982 |
| ---- | ---- | ---- | ---- | ---- | ---- | ---- | ---- | ---- |
| 378  | 357  | 362  | 293  | 303  | 285  | 285  | 287  | 390  |

| 1990 | 1999 | 2006 | 2007 | 2012 | 2017 | 2022 | - | - |
| ---- | ---- | ---- | ---- | ---- | ---- | ---- | - | - |
| 461  | 483  | 483  | 483  | 574  | 570  | 588  | - | - |

## Culture locale et patrimoine

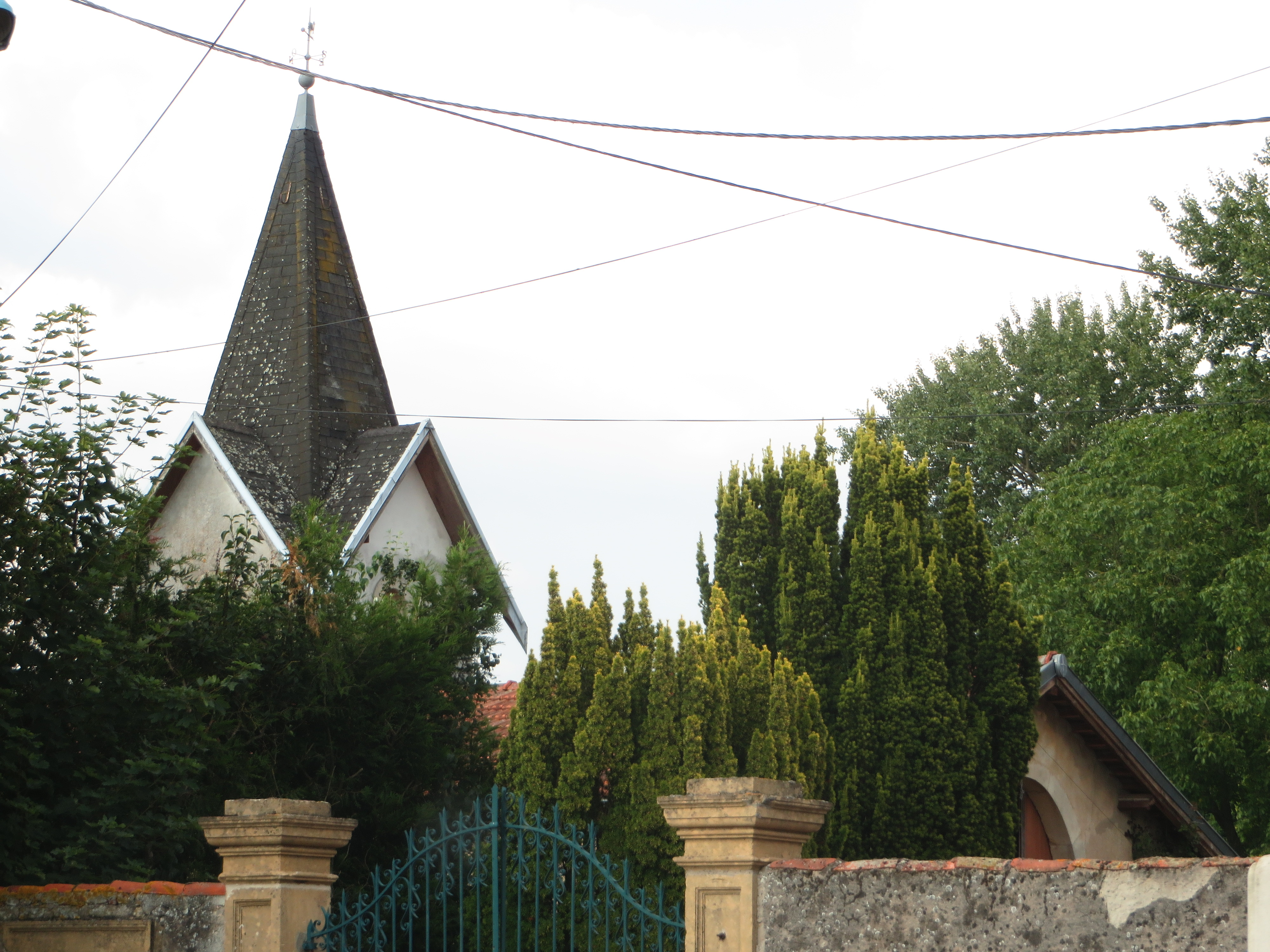
Chapelle castrale du château

### Lieux et monuments
- Vestiges d'un château avec chapelle castrale.
- Monuments aux morts : il en existe plusieurs dont le plus important est celui situé sur la place de l’Église. Il fut bâti pendant la Première Guerre mondiale.
- Les lavoirs et fontaines : au nombre de trois, ils sont situés dans la rue Principale, sur la place du Château, et dans la rue de Tragny. Ces trois sculptures datent du XIXe siècle et font partie intégrante du patrimoine historique de Luppy. Chaque fontaine était un lieu d’allées et venues, de rencontre, d’échanges, où chacun pouvait causer des nouvelles. À cette époque, la fontaine était un moyen de récupérer de l’eau potable, avec les puits individuels, encore en service de nos jours. De nos jours seuls une fontaine et un lavoir sont encore en état de marche dans la même rue et sont quelquefois encore utilisés par les habitants.

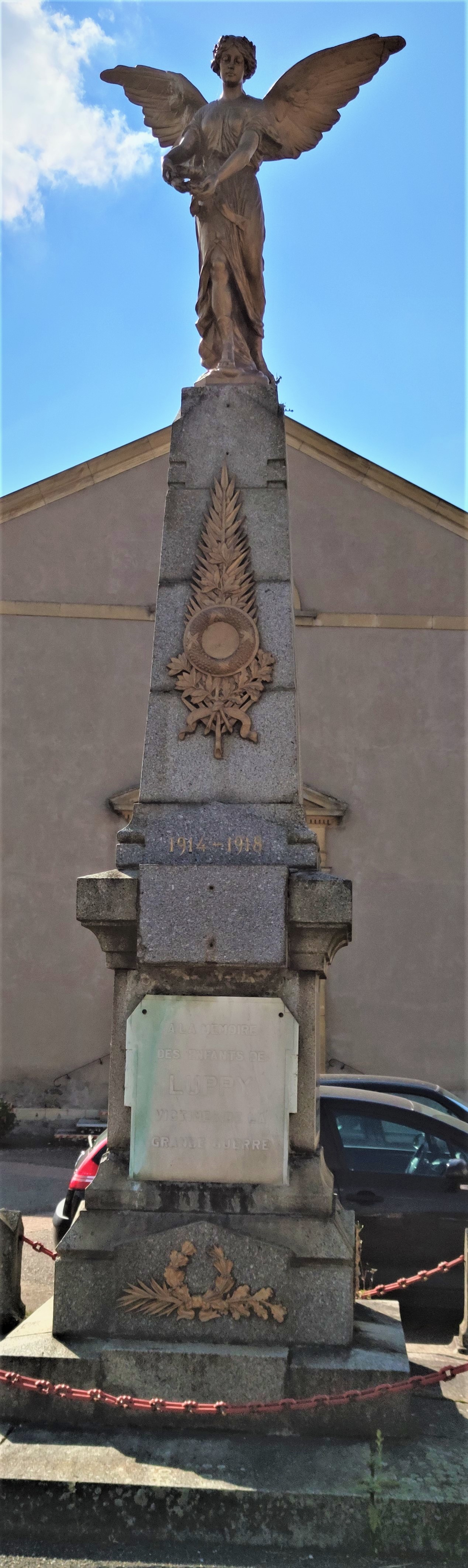
monument aux morts

#### Édifices religieux

Oratoire de la Vierge Marie.

- L’église Saint-Jacques-le-Majeur-et-Saint-Christophe : bâtie en 1841, elle obtint son horloge en 1886 après l’édification de sa flèche en 1879. Elle acquit son orgue en 1913.
- La grotte : il s’agit d’une pierre taillée en forme de grotte, abritant une statue de la Vierge Marie. Il est possible d’y allumer des cierges et d’y déposer des fleurs. Elle se situe à côté du cimetière, ainsi la Vierge peut protéger les défunts habitants de Luppy que l’on nomme les Loups.

#### Édifices civils
- La mairie : à son rez-de-chaussée, nous retrouvons l’école maternelle et primaire, qui permet l’instruction des enfants de Luppy de Beux ainsi que quelques élèves de communes alentour.
- Bâtiments récents : des projets récents ont été réalisés tels que la construction du terrain omnisports « Marcel-Belloy » en 1998 mais aussi la construction d’une aire pour enfants située sur la place du Château.

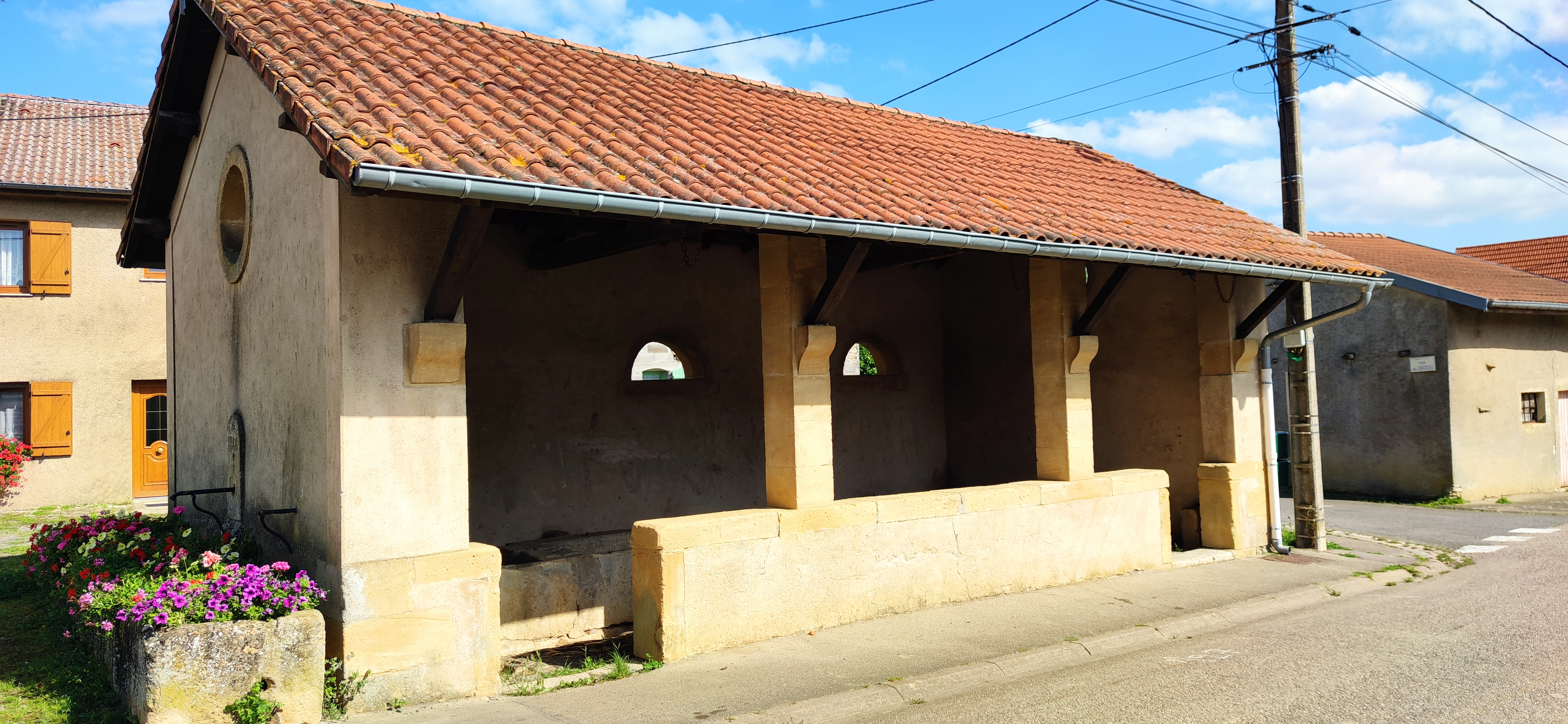
lavoir rue de Tragny

- Le haras[17].

### Héraldique
| Blason de Luppy | Blason  | Chevronné d'or et d'azur de huit pièces, au bâton écoté d'argent posé en pal, accosté en chef de deux coquilles du même |
| Blason de Luppy | Détails | Le statut officiel du blason reste à déterminer.                                                                        |